# Singer Gazelle
Der Singer Gazelle ist ein Mittelklassewagen, den die Rootes Group unter dem Markennamen Singer von 1956 bis 1970 als Nachfolger des Modells Hunter herstellte. Auf dem Markt war der Singer Gazelle zwischen dem einfacheren Hillman-Modellen und den sportlicheren Sunbeam-Modellen positioniert.

## Gazelle Mark I und Mark II
Nachdem die Rootes Group 1956 Singer übernommen hatte, erschien als erstes neues Modell der Gazelle. Bis auf Motor und Frontgestaltung war er mit dem Hillman Minx baugleich. Rootes verwendete bei ihm den von früheren Singer-Modellen bekannten Motor mit obenliegender Nockenwelle weiter. Von außen kann man den Singer Gazelle an seinem Kühlergrill in der traditionellen Form von Singer vom Minx unterscheiden.
Die Karosserie des Gazelle zwischen 1956 und 1967 wurde als „Audax“-Karosserie bekannt; sie wurde mit weitreichender Unterstützung des Designbüros Raymond Loewy in den USA von der Rootes Group konstruiert und war in seiner Zeit sehr bekannt, zum Teil wegen Loewys Anteil daran, zum Teil aber auch durch die deutlichen Anklänge an das Design von Studebaker.
War der Gazelle Mark I nur als 4-türige Limousine erhältlich, so gab es den Gazelle Mark II, der im Herbst 1957 erschien, auch als Kombi. Auch gab es ab diesem Zeitpunkt einen größeren Benzintank und auf Wunsch Overdrive.
Die Vorderräder waren einzeln an Doppelquerlenkern mit Schraubenfedern aufgehängt, die starre, angetriebene Hinterachse hing an halbelliptischen Längsblattfedern. Die Wagen hatten eine Spindellenkung.
Zur Grundausstattung gehörte auch eine durchgehende Sitzbank vorne, aber auf Wunsch gab es auch Einzelsitze vorne. Um den Einbau einer vorderen Sitzbank zu ermöglichen, hatte man den Handbremshebel rechts zwischen Fahrersitz und Tür untergebracht.
Das Cabriolet hat ein Stoffdach, das in drei Positionen arretiert konnte: offen, geschlossen und wie ein Targadach nur bis zu den B-Säulen offen. Letztere Position nannte man Coupé-de-Ville-Position. Alle Seitenfenster konnten vollständig versenkt werden. Um den Verlust an Steifigkeit durch Wegfall des festen Daches auszugleichen, hatte das Cabriolet zusätzliche Kreuzverstrebungen am Boden.
1957 testete die Zeitschrift The Motor ein Fahrzeug mit Overdrive. Es erreichte 78 mph (125,5 km/h) und beschleunigte von 0 auf 60 mph (97 km/h) in 24,8 s. Als Benzinverbrauch wurden 33,5 mpg (8,4 l/100 km) verzeichnet.
Vom Mark I wurden 4344 Stück gebaut, vom Mark II 1582 Stück.

## Gazelle Mark IIA bis Mark IIIC

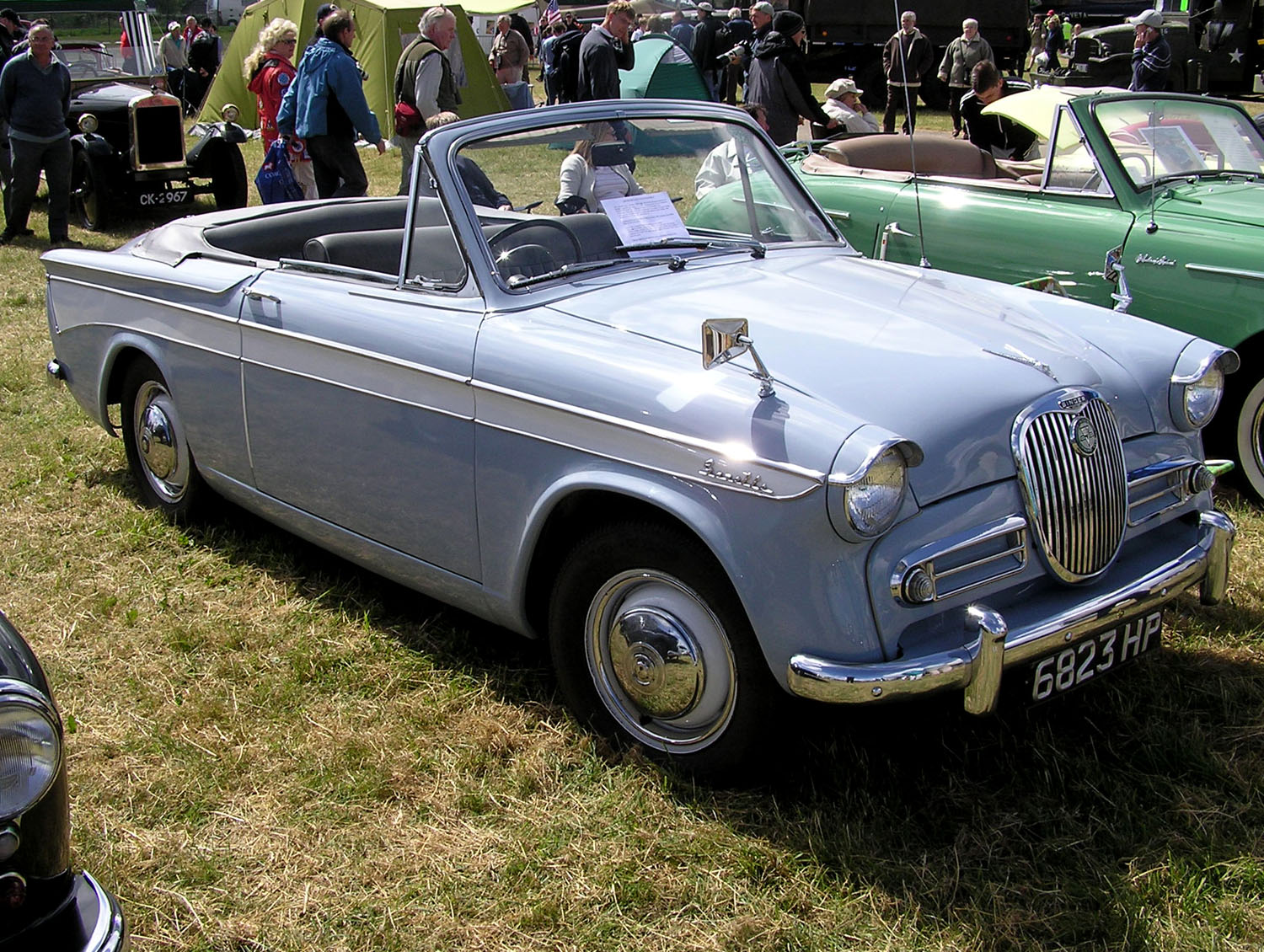
Singer Gazelle IIIB Cabriolet (1960)

Die wichtigste Veränderung beim Modellwechsel vom Mark II zum Mark IIA war der Einbau eines Motors mit hängenden, über Stoßstangen betätigten Ventilen von Hillman an Stelle des Singer-Motors mit obenliegender Nockenwelle. Der neue Motor war leistungsfähiger; er entwickelte 56 bhp (42 kW) anstatt der 49 bhp (37 kW) des bisher verwendeten. 3824 Exemplare des Gazelle Mark IIA entstanden.
Wie bei der Rootes Group üblich, erhielten die Wagen in regelmäßigen Abständen kleine Modellpflegemaßnahmen und damit  neue Modellbezeichnungen. Im September 1958 kam der Gazelle Mark III heraus, der bessere Sitze mit klappbarer Mittelarmlehne vorne hatte. Auf Wunsch gab es nun eine Zweifarbenlackierung. Vom Mark III wurden 10.929 Stück gebaut.
Der Mark IIIA von 1959 bekam kleine Heckflossen und eine größere Windschutzscheibe. Der Motor wurde nun mit zwei Solex-Vergasern anstatt nur einem geliefert, was ihn vom Hillman Minx unterschied und die Motorleistung auf 60 bhp (45 kW) brachte. Die Exemplare für den britischen Markt erhielten Mittelschaltung und einen Overdrive. Das Automatikgetriebe Smith Easidrive war auf Wunsch erhältlich. Der Mark IIIA entstand 12.491 mal.
Der 1960 vorgestellte Mark IIIB kehrte zum einzelnen Vergaser zurück, was zu einem geringeren Benzinverbrauch führte und Servicearbeiten „in weit entfernten Gebieten“ vereinfachte. Der Mark IIIB erhielt auch einen neuen Hinterachsantrieb mit Hypoid-Verzahnung . Vom Mark IIIB gab es 13.272 Exemplare.
Ein größerer Motor mit 1592 cm³ Hubraum und 53 bhp (39 kW) wurde ab Juli 1961 in den Mark IIIC eingebaut. Der Bau des Cabriolets wurde im Februar 1962 eingestellt und der Kombi verschwand im März 1962. Bis dahin wurde der Mark IIIC 15.115 mal gebaut.

## Gazelle Mark IV
Im Juli 1961 brachte die Rootes Group den neuen Singer Vogue heraus. Das neu entwickelte Modell sollte eigentlich als Gazelle Mark IV auf den Markt kommen, aber man entschied sich anders: Der alte und der neue Wagen wurden nebeneinander produziert. Der neue erhielt die Bezeichnung Vogue, während der alte Gazelle Mark V genannt wurde. Die Bezeichnung Gazelle Mark IV wurde übersprungen.

## Gazelle Mark V
Der Gazelle Mark V wurde im August 1963, gleich nach dem Facelift des Hillman Minx, vorgestellt. Der Wagen hatte längere hintere Türen und dafür keine Panoramaheckscheibe mehr.
Vorne wurden Scheibenbremsen eingebaut und ab 1964 gab es ein neues Getriebe mit synchronisiertem ersten Gang. Das auf Wunsch verfügbare Automatikgetriebe von Borg-Warner hatte Mittelschaltung.
Vom Gazelle Mark V wurden 20.022 Exemplare hergestellt.

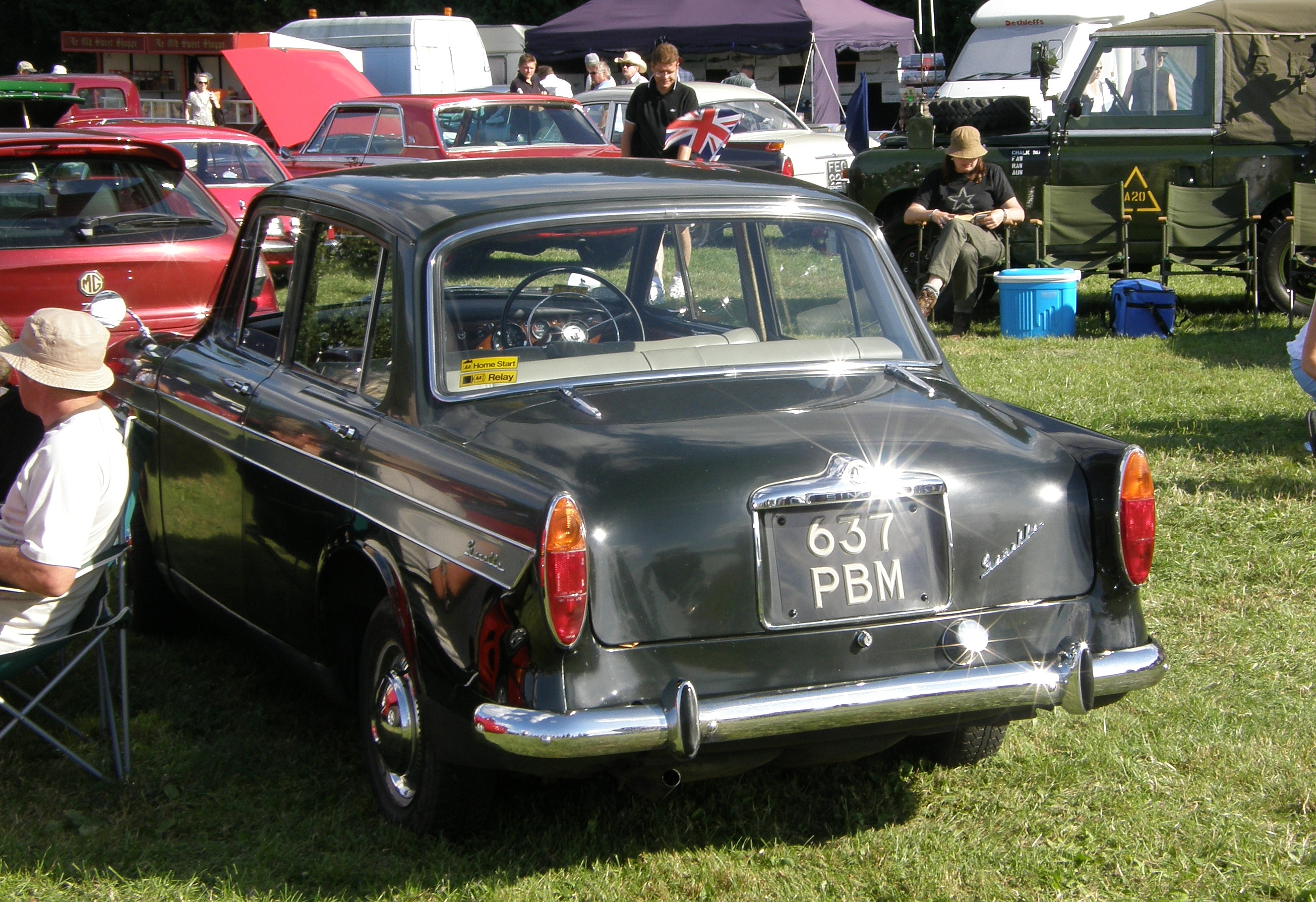
Singer Gazelle V (1964, Heckansicht)

## Gazelle Mark VI
Der Mark VI war die letzte und seltenste Version des Singer Gazelle mit „Audax“-Karosserie. Der Motor war komplett neu, hatte eine fünffach gelagerte Kurbelwelle, 1725 cm³ Hubraum und entwickelte anfangs 65 bhp (48 kW). Bei späteren Exemplaren wurde die Motorleistung auf 59 bhp (43 kW) reduziert.
Der Kühlergrill, dessen oberes Ende nun etwas flacher war, war nicht mehr an der Motorhaube befestigt, sondern verblieb bei deren Öffnung in der Frontmaske.
Nur 1482 Exemplare wurden in zwei Jahren gebaut.

## Gazelle Mark VII
Der Gazelle Mark VII wurde 1967 als eine der vielen Spielarten der Rootes-“Arrow”-Serie eingeführt. Es gab ihn nur noch als viertürige Limousine. Anfangs gab es den Mark VII nur mit dem 1725-cm³-Motor und Automatikgetriebe. Später wurde zusätzlich eine Variante mit 1496-cm³-Motor und manuellem Getriebe eingeführt. 1970 wurde die Fertigung nach 26.846 Exemplaren eingestellt und somit verschwand der letzte Singer vom Markt.

## Fertigung in Australien

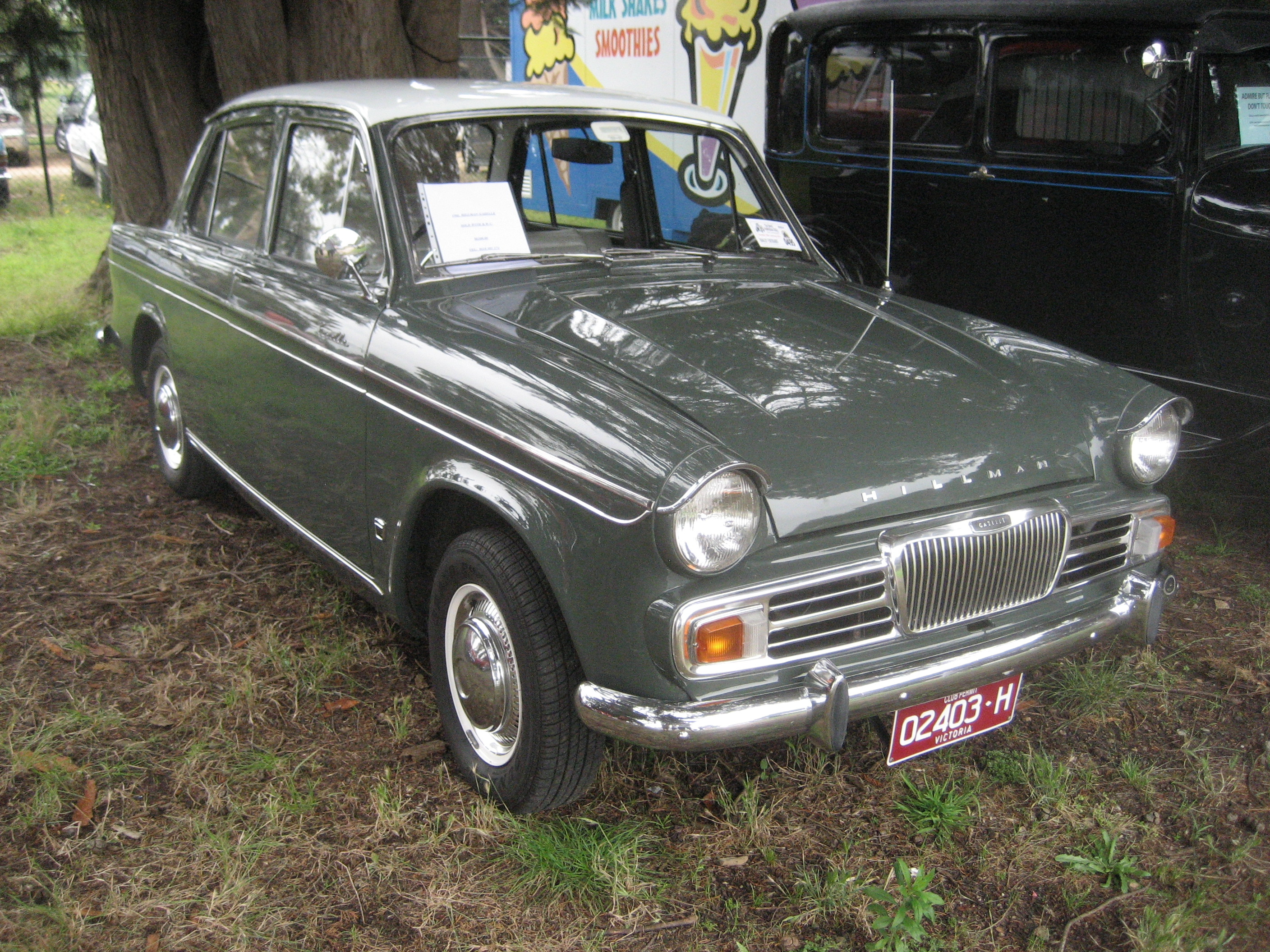
Hillman Gazelle

### Singer Gazelle
Der Singer Gazelle wurde von 1957 bis 1961 auch in Australien von Rootes Australia gebaut. Es gab ihn als Sportlimousine, Kombi und Kastenwagen.

### Hillman Gazelle
Nach dem Kauf von Rootes Australia 1965 stellte Chrysler Australia eine Variante des Singer Gazelle Mark VI als "Hillman Gazelle" her.